# كريستي بيرن
كريستي بيرن (بالإنجليزية: Christy Byrne)‏ هو لاعب كرة القدم الغالية أيرلندي، ولد في 1971 في مقاطعة كيلدير في جمهورية أيرلندا.